# William Joseph Hardee
William Joseph Hardee (12 d'octubre de 1815 - 6 de novembre de 1873) fou un oficial de carrera de l'Exèrcit dels Estats Units, que serví durant la Segona Guerra Seminola i lluità en la Guerra Estats Units-Mèxic. També va servir com a oficial de la Confederació i els seus escrits de pre-Guerra Civil sobre tàctiques militars foren ben coneguts i àmpliament usats en ambdós bàndols del conflicte.